# فرودگاه هاورفردوست

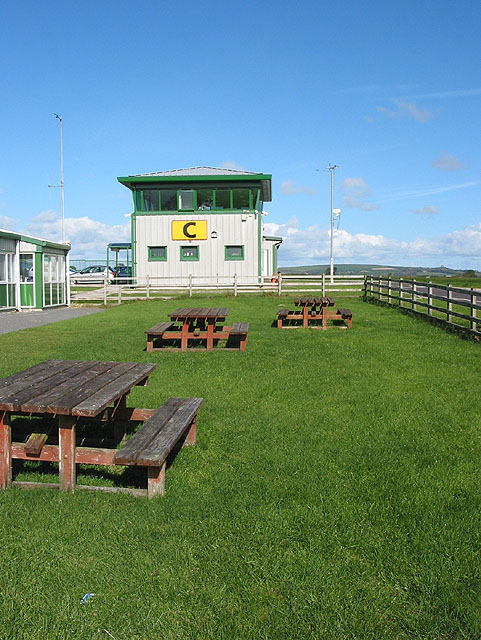
نمایی از برج مراقب فرودگاه هاورفردوست

فرودگاه هاورفردوست (به انگلیسی: Haverfordwest Aerodrome) یک فرودگاه خصوصی با کد یاتا HAW است که یک باند فرود آسفالت دارد و طول باند آن ۱۵۲۴ متر است. این فرودگاه در کشور ولز قرار دارد و در ارتفاع ۴۸ متری از سطح دریا واقع شده‌است.